# Karl Rubin
Pour les articles homonymes, voir Rubin.
Karl Rubin (né le 27 janvier 1956  à Urbana, dans l'Illinois) est un mathématicien américain, qui travaille dans les domaines de la géométrie algébrique arithmétique et la théorie des nombres .

## Formation et carrière
Rubin a étudié à Princeton, où il est diplômé en 1976 avec le Bachelor. Il part ensuite, en 1977, à Harvard, où il obtient sa maîtrise, puis son doctorat en 1981 sous la direction d'Andrew Wiles, avec sa thèse intitulée On the arithmetic of CM Elliptic Curves in Zp Extensions. En 1982, il était chargé de cours à Princeton, en 1984, professeur assistant à l'Université d'État de l'Ohio, où de 1987 à 1999, il a été professeur (en 1988-1989 également à l'Université Columbia). De 1997 à 2006, il a été professeur à Stanford et il est actuellement titulaire de la chaire Thorp de professeur à l'Université de Californie à Irvine.
La mère de Rubin est l'astronome Vera Rubin.

## Travaux
Rubin a construit la théorie que Victor Kolyvagin avait importée du système d'Euler et l'a appliquée en géométrie algébrique arithmétique.
Il était le premier à prouver en 1986 la finitude des groupes de Tate-Shafarevich (en) pour des courbes elliptiques spéciales sur les nombres rationnels, et donc il a réalisé également des avancées dans la Conjecture de Birch et Swinnerton-Dyer.
En outre, il a apporté la preuve avec ces méthodes, des conjectures de la théorie d'Iwasawa dans des corps de nombres quadratiques imaginaires.
En outre, il s'occupe également techniques de chiffrement utilisant des courbes elliptiques et de leurs généralisations. Il a introduit avec Alice Silverberg le premier cryptosystème à base de tores algébriques, baptisé CEILIDH,.

## Prix et distinctions
En 1975, il est Putnam Fellow, puis en 1985 il bénéficie d'une bourse Sloan, et en 1994 d'une bourse Guggenheim et il a reçu en 1988 le Presidential Young Investigator Award de la National Science Foundation. En 1992, il a reçu le prix Cole en théorie des nombres. 2002, il a été conférencier invité au congrès international des mathématiciens, à Pékin. En 1999, il a reçu le Prix de recherche Humboldt de la Fondation Alexander von Humboldt. Il est fellow de l'American Mathematical Society.

## Publications
- (en)Elliptic curves with complex multiplication and the conjecture of Birch and Swinnerton-Dyer, Inventiones mathematicae 64, 1981, pp 455–470.
- (en)Elliptic curves and Zp-extensions, Compositio Mathematica 56, 1985, pp 237–250.
- (en)Local units, elliptic units, Heegner points and elliptic curves, Inventiones mathematicae 88, 1987, pp 405–422.
- (en)Global units and ideal class groups, Inventiones mathematicae 89, 1987, pp 511–526.
- (en)Tate-Shafarevich groups and L-functions of elliptic curves with complex multiplication, Inventiones mathematicae 89, 1987, pp 527–560.
- (en)Tate-Shafarevich groups of elliptic curves with complex multiplication in John Coates et al. (éd.): Algebraic number theory – in honor of K. Iwasawa, Academic Press, Boston 1989,  (ISBN 0-12-177370-1), pp 409–419 (Reihe Advanced Studies in Pure Mathematics 17)
- (en)The main conjecture, Anhang in Serge Lang: Cyclotomic Fields I and II, Springer-Verlag, 1990,  (ISBN 3-540-96671-4), pp 397–419 (Reihe Graduate Texts in Mathematics 121)
- (en)The “main conjectures” of Iwasawa theory for imaginary quadratic fields, Inventiones mathematicae 103, 1991, pp 25–68.
- (en)p-adic L-functions and rational points on elliptic curves with complex multiplication, Inventiones mathematicae 107, 1992, pp 323–350.
- Euler systems and exact formulas in number theory, Jahresbericht der DMV 98, 1996, pp 30–39.
- Euler systems and modular elliptic curves (PDF-Datei, 243 kB) in Anthony J. Scholl, R. L. Taylor (éd.): Galois representations in arithmetic algebraic geometry, Cambridge University Press, Cambridge 1998,  (ISBN 0-521-64419-4), pp 351–367 (Reihe London Mathematical Society Lecture Note Series 254)
- (en)Euler systems, Princeton University Press, Princeton 2000,  (ISBN 0-691-05075-9).
- avec Alice Silverberg: (en)Ranks of Elliptic Curves, Bulletin of the AMS 39, 2002, pp 455–474.
- avec Barry Mazur:
  - (en) Elliptic curves and class field theory in Li Tatsien (Hrsg.): Proceedings of the ICM Beijing 2002. Vol. II: Invited Lectures, Higher Education Press, Pékin 2002,  (ISBN 7-04-008690-5), pp 185–196
  - Kolyvagin Systems, American Mathematical Society, 2004,  (ISBN 0-8218-3512-2) (englisch; Reihe Memoirs of the AMS 168)